# Sierraperla cora
Sierraperla cora är en bäcksländeart som först beskrevs av James George Needham och L.W. Smith 1916.  Sierraperla cora ingår i släktet Sierraperla och familjen Peltoperlidae. Inga underarter finns listade i Catalogue of Life.